# ダウール族
ダウール族（ダウール語: ᡩᠠᡤᡠᠷ Daure; モンゴル語: Дагуур, ラテン文字転写: Daguur; 繁体字中国語: 達斡爾族 簡体字中国語: 达斡尔族、拼音: Dáwò'ěr zú; ロシア語: Дауры, ラテン文字転写: Daury）は、モンゴル系の民族。中国領内の内モンゴル自治区北部のフルンボイル市、黒竜江省が元来の居住地であり、また清代の乾隆年間（18世紀後半）には新疆に駐屯兵が派遣され、その末裔数千人が旧駐屯地（現在のタルバガタイ地区）に分布している。人口は約13万2千人。

## 概要
清朝時代には、エヴェンキ族、オロチョン族、ホーチン・バルグ（陳バルグ）などとともにソロン八旗に含まれ、言語、文化などの面で、他のモンゴル系諸集団とはかなりことなる独自性を有しつつ、伝統的に自らを「モンゴルの一部」と認識してきた。中国人民政府が建国直後、国民の民族所属を定めるために行った作業（「民族識別工作」）では、ソロン八旗を構成する諸族のうち、バルガが蒙古族の一部として「識別」される一方、ダウールを含むその他の各族は、それぞれが別個の民族として「識別」され、独立した少数民族の一つとしての地位を付与されることとなった。
ダウールは固有語としてモンゴル諸語に属するダウール語を有するが、自然地理的・人文地理的環境による影響から、従来よりモンゴル語とのバイリンガルが多かった。民族の出自にはモンゴル分岐説と契丹末僑説の2説があったが、現在、中国､日本、ロシアの研究者の多くは、その語彙と伝承から彼らが契丹貴族の大賀氏と関係が深いと考えている。
清代より、漁業・牧畜・狩猟、農耕などに従事し、かつてはオロチョン族やエヴェンキ族などと交易も行い、皮革と引き換えに生活用品・銃や散弾・酒などの嗜好品をそれらの民族に供給した。
内藤湖南は、夫余の建国者である東明王が生まれた国家である橐離国は、松花江支流に居住していたダウール族であると指摘している。
一部のダウール族は清代に満洲八旗に編入されて北京に移住した。宣統帝溥儀の皇后婉容のゴブロ氏（gobulo hala、郭博勒氏、郭布羅氏）は満洲族と同化したダウール族の子孫である。

## 民族名
日本語では、「ダウール」のほか、「ダフール」「ダグール」などの表記が広く用いられている。
ダウール語による自称は「ダウール」（Dawur）で、中華人民共和国によるこの民族の正式呼称「達斡爾族」は、このダウール語による自称に基づく表記である。
「ダグール」「ダゴル」はモンゴル語による呼称。ダウール族出身のモンゴル学者オノン・ウルグンゲの著作にも「ダグール」という表記がみられる。
「ダフール」は、清代の中国語音をカナ転写した表記。表記は「打虎児」、「達瑚爾」、「達虎爾」、「達呼爾」などが用いられた。

## 言語
モンゴルの一部と自認していたことから、この民族の知識人はまずモンゴル語の読み書きを学び、また清代においては、彼らの居住地における行政用語であったことから、満洲語、満洲文字が学ばれた。その結果として、ダウール語には独自の文字がなく、全般的に、モンゴル語からの借用語が広範にもちいられ、満洲語からの借用語も多い。新疆の移住者は、上記にくわえ、隣接するカザフ族の言語を身につけることが期待された。
中華人民共和国の統治下で、ローマ字のアルファベットを用いたダウール語の表記方式が考案されたが、公用語として正式採用されるには至らず、公式の場面では、モンゴル語およびかつて満洲語が占めていた地位にとって変わった中国語が用いられる状況が長く続いた。その結果、ダウール語を母語として身につける者が非常に少なくなり（モンゴル語もしくは中国語となる）、ダウール語は「消滅の危機にある言語」のひとつとなってしまった。
あまり一般的ではないが、満洲文字を使用してダウール語の発音を表記することもある。

## 中国におけるダウール族の自治地域と民族区

### 自治旗
- 内モンゴル自治区
  - モリンダワ・ダウール族自治旗

### 民族区
- 黒龍江省
  - 梅里斯ダウール族区

### 民族鎮
- チチハル市梅里斯ダウール族区
  - 臥牛吐ダウール族鎮

### 民族郷
- ジャラントン市
  - ダウール民族郷
- エヴェンキ族自治旗
  - 巴彦塔拉ダウール民族郷
- アロン旗
  - 音河ダウール・エヴェンキ民族郷
- チチハル市梅里斯ダウール族区
  - 莽格吐ダウール族郷
- チチハル市フラルキ区
  - 杜爾門沁ダウール族郷
- 富裕県
  - 友誼ダウール族満族キルギス族郷
- チョチェク市
  - 阿西爾ダウール族郷